# Sabin Merino
Sabin Merino Zuloaga (Urduliz, 4 gennaio 1992) è un calciatore spagnolo, ala o attaccante del Saprissa.

## Caratteristiche tecniche
È un'ala che può giocare su entrambe le fasce, o occasionalmente da centravanti.

## Carriera
Viene promosso nella prima squadra dell'Athletic Bilbao nel 2015. Il 14 agosto gioca da titolare la gara d'andata della Supercoppa di Spagna contro il Barcellona, terminata col risultato di 4-0 per i baschi, fornendo ad Aritz Aduriz l'assist per il secondo gol.

## Palmarès

### Club

#### Competizioni nazionali
- Supercoppa di Spagna: 1

Athletic Bilbao: 2015